# Johann Ernst Fabri
Johann Ernst Fabri (Oels, 16 luglio 1755 – Erlangen, 30 maggio 1825) è stato un geografo, statistico e storico tedesco.
Nacque a Oels, oggi Oleśnica, in Bassa Slesia.
Nel 1776 intraprese lo studio della teologia all'Università di Halle, ma il suo interesse presto lo condusse a studiare geografia e storia. Successivamente insegnò all'Università di Gottinga, dove fu influenzato da importanti studiosi come Johann Christoph Gatterer, August Ludwig von Schlözer e  Johann Friedrich Blumenbach.
Nel 1786 si trasferì a Jena come professore associato di geografia e statistica e nel 1794 divenne professore all'Università di Erlangen. Per buona parte della sua carriera Fabri non ricevette alcun compenso per le sue lezioni, solo nel 1815 incominciò a ricevere uno stipendio fisso.

## Opere scelte
- Elementargeographie (Geografia elementare), Halle 1780–90, 4 volumi
- Handbuch der neuesten Geographie für Akademien und Gymnasien (Manuale della più nuova geografia per le Accademie e i Licei), Halle 1784–85
- Verzeichniss von aeltern und neuern Land- und Reisebeschreibungen, 1784 (con Gottlieb Heinrich Stuck)
- Abriß der Geographie für Schulen, (Lineamenti di geografia), 1785
- Geographisches Magazin (Rivista geografica), Dessau und Leipzig 1783–85, 4 volumi
- Neues geographisches Magazin (Nuova rivista geografica), 1785–87
- Geographie für alle Stände (Geografia per tutti), 1786–1808, 5 volumi
- Magazin für die Geographie (Rivista di geografia), Nürnberg 1797, 3 volumi
- Abriß der natürlichen Erdkunde (Lineamenti di geografia naturale), 1800
- Encyklopädie der historischen Hauptwissenschaften und Hülfsdoctrinen etc., 1808